# Der Merker

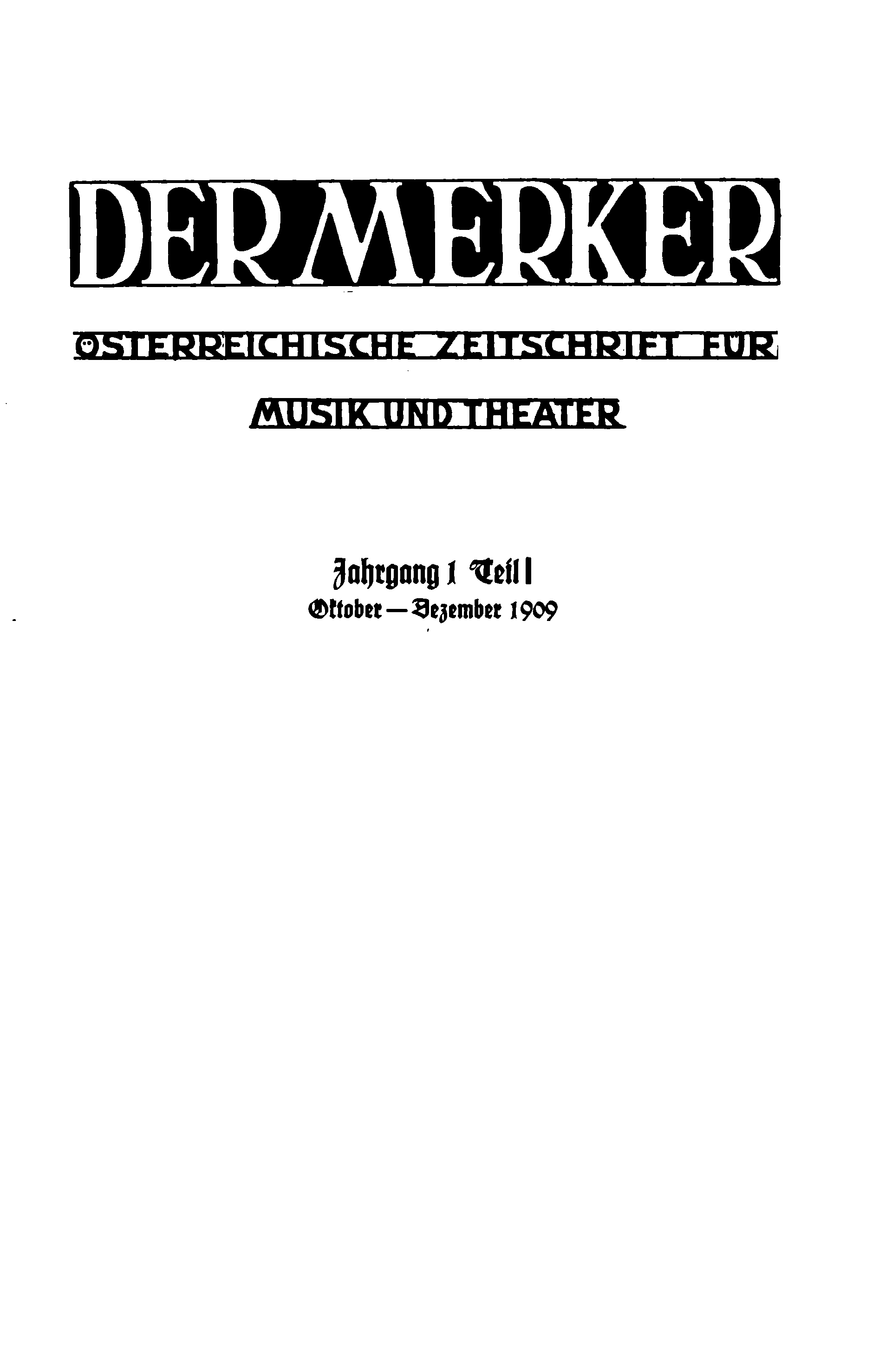
Der Merker, 1909

Der Merker. Österreichische Zeitschrift für Musik und Theater war eine Musik- und Theaterzeitschrift in Wien von 1909 bis 1922.

## Geschichte
Am 10. Oktober 1909 erschien die erste Ausgabe von Der Merker. Verantwortliche Redakteure waren der Musikwissenschaftler Richard Batka und der Theaterkritiker Ludwig Hevesi, der Herausgeber war Richard Specht. Der Name leitete sich vom Merker, dem Beckmesser in Richard Wagners Oper Die Meistersinger von Nürnberg ab.
Die Zeitschrift erschien zweimal im Monat.
Sie berichtete über Veranstaltungen und weitere Inhalte aus Oper und Theater.
Am 1. März 1922 erschien die letzte Ausgabe. Die Gründe für das Einstellen der Zeitschrift sind nicht bekannt.